# Cristóbal de Rojas y Córdova
Cristóbal de Rojas y Córdova (Cuéllar, último tercio del siglo xv-c. siglo xvi), fue un conquistador español que participó en la conquista de la isla de Cuba.

## Biografía
Nacido en la villa segoviana de Cuéllar en el último tercio del siglo xv, fue hijo de Gómez de Rojas, capitán de Enrique IV de Castilla, y de María de Torres Córdova Hinestrosa, y hermano de Gabriel, Francisco y Manuel de Rojas, todos conquistadores en América.
Luego de cumplir en el Perú, casó en el Cuzco. Más tarde participó en la conquista de Cuba, liderada por su paisano Diego Velázquez de Cuéllar, y una vez finalizada, quedó allí establecido, trayendo consigo a sus hijos, al lugar de San Salvador de Bayamo, siendo uno de los primeros pobladores de la isla.